# Fălești
Fălești is een gemeente - met stadstitel - en de hoofdplaats van de Moldavische bestuurlijke eenheid (unitate administrativ-teritorială) Fălești.
De gemeente telt, samen met de deelgemeente Fabrica de Zahăr, 17.800 inwoners (01-01-2012).